# Джефті — вже п'ять
«Джефті — вже п'ять» (англ. Jeffty Is Five) — фентезійне оповідання Гарлана Еллісона, вперше опубліковане в «Журналі Фентезі і Наукової Фантастики» в 1977 році.

## Історія створення
Еллісон стверджує що на написання твору його надихнула розмова, яку він недочув на вечірці в домі актора Волтера Кейніґа:
 — Як Джеф? (англ. How is Jeff?)
 — Джеф в порядку. Він завжди в порядку. (англ. Jeff is fine. He's always fine.)
Еллісону почулося «Джефові п'ять. Йому завжди п'ять» (англ. Jeff is five, he's always five.). На додачу, він базував образ Джефті на Джошуа Ендрю Кейніґу, сині Волтера.
|  | … я був здивований і захоплений Джошом Кейніґом, і зразу подумав про таку дитину, яка була б затримана в часі у віці п'яти років. Джефті чималою мірою і є Джош: ласкавість Джоша, розумність Джоша, питливий характер Джоша. Оригінальний текст (англ.) … I had been awed and delighted by Josh Koenig, and I instantly thought of just such a child who was arrested in time at the age of five. Jeffty, in no small measure, is Josh: the sweetness of Josh, the intelligence of Josh, the questioning nature of Josh. |

## Сюжет
Твір розповідає про хлопчика який ніколи не переріс п'ятирічний вік - фізично, розумово чи хронологічно. Оповідач, друг Джефті з п'яти років який виріс в повнолітню людину, виявляє що радіо, яке Джефті слухає в своїй кімнаті, крутить нові епізоди давно скасованих програм, передаючи їх по стаціях, які вже не існують. Він може купити нові номери коміксів, видання яких давно було припинено, нові журнали з оповіданнями давно померлих авторів, як Стенлі Вейнбаум, Едгар Райс Барроуз і Роберт Говард. Джефті навіть може дивитись фільми-адаптації старих науково-фантастичних романів, як «Демонтований» Альфреда Бестера. Оповідач може зазирнути в цей світ, через те що Джефті довіряє йому, натомість решта світу (світ який виріс і змінився) не може. Коли світ Джефті та «справжній» світ перетинаються, Джефті втрачає контроль над власним світом, зрештою зустрічаючи трагічний кінець.

## Сприйняття
Твір виграв нагороди «Неб'юла», «Г'юґо», «Локус» та «Юпітер» в 1978 році. В 1979 році виграв британську премію фентезі. Також був вибраним найкращим оповіданням за весь час в опитуванні 1999 року часописом «Локус».